# Epigomphus
Epigomphus é um género de libelinha da família Gomphidae.
Este género contém as seguintes espécies:
- Epigomphus armatus Ris, 1918
- Epigomphus camelus Calvert, 1905
- Epigomphus clavatus Belle, 1980
- Epigomphus compactus Belle, 1994
- Epigomphus corniculatus Belle, 1989
- Epigomphus crepidus Kennedy, 1936
- Epigomphus donnellyi González & Cook, 1988
- Epigomphus echeverrii Brooks, 1989
- Epigomphus flinti Donnelly, 1989
- Epigomphus gibberosus Belle, 1988
- Epigomphus houghtoni Brooks, 1989
- Epigomphus hylaeus Ris, 1918
- Epigomphus jannyae Belle, 1993
- Epigomphus llama Calvert, 1903
- Epigomphus maya Donnelly, 1989
- Epigomphus obtusus Selys, 1869
- Epigomphus occipitalis Belle, 1970
- Epigomphus paludosus Hagen in Selys, 1854
- Epigomphus paulsoni Belle, 1981
- Epigomphus pechumani Belle, 1970
- Epigomphus quadracies Calvert, 1903
- Epigomphus subobtusus Selys, 1878
- Epigomphus subquadrices Kennedy, 1946
- Epigomphus subsimilis Calvert, 1929
- Epigomphus sulcatistyla Donnelly, 1989
- Epigomphus tumefactus Calvert, 1903
- Epigomphus verticicornis Calvert, 1908
- Epigomphus westfalli Donnelly, 1986